# 조남조
조남조(趙南照, 1938년 7월 5일~)는 대한민국의 언론인, 정치인이다. 제11대 국회의원을 지냈으며 제28대 전라북도지사이다. 전북 익산 출신이다.

## 학력
- 함라초등학교
- 이리동중학교
- 남성고등학교
- 고려대학교 정치외교학과

## 경력
- 중앙일보 정치부장
- 제11대 국회의원
- 제12대 국회의원
- 산림청장
- 전라북도지사
- 한국프레스센터 이사장
- 원광대학교 정치학과 객원교수
- 한국사료협회 회장
- 한국성서대학교 객원교수
- 대한민국헌정회 홍보편찬위원회 의장

## 역대 선거 결과
|  | 35.6% |

|  | 31.01% |

|  | 36.43% |

|  | 41.37% |

|  | 32.83% |